# Solange Knowles
Solange Piaget Knowles (ur. 24 czerwca 1986) – amerykańska wokalistka, aktorka i modelka. Urodziła się i dorastała w Houston, w stanie Teksas wraz ze starszą siostrą, również piosenkarką, Beyoncé. W wieku 16 lat zadebiutowała na scenie muzycznej i od tego czasu wydała cztery albumy: Solo Star (2002), Sol-Angel and the Hadley St. Dreams (2008), A Seat at the Table (2016) oraz When I Get Home (2019).
Poza nagrywaniem Knowles zajmuje się również filmem, modelingiem oraz biznesem. Była współzałożycielką dziecięcego działu odzieży Deréon, siostrzanej linii marki House of Deréon, założonej przez jej matkę i siostrę.

## Wczesne lata
Solange Knowles urodziła się 24 czerwca 1986 w Houston, w stanie Teksas jako drugie dziecko Mathew i Tiny Knowles. Jej starszą siostrą jest wokalistka Beyoncé. Ojciec Solange jest Afroamerykaninem, a matka Kreolką (jej przodkowie mieli pochodzenie francuskie, afroamerykańskie i indiańskie). Jako dziecko Knowles uczyła się tańca oraz aktorstwa. W wieku pięciu lat zadebiutowała publicznie, śpiewając w parku rozrywki. Cztery lata później zaczęła pisać piosenki. Mając trzynaście lat Solange zdecydowała, że chce zacząć nagrywać własne utwory, jednak rodzice doradzili jej, aby poczekała kilka lat. W wieku piętnastu lat zastąpiła profesjonalną tancerkę i wyruszyła w trasę koncertową z zespołem siostry, Destiny’s Child. Przed jednym z występów członkini grupy Kelly Rowland złamała palce podczas zmiany kostiumów i Knowles zastąpiła ją na scenie. Gdy Solange miała szesnaście lat podpisała kontrakt z Music World Entertainment, wytwórnią należącą do jej ojca, który był jednocześnie jej menedżerem.

## Kariera

### 2001–2003: Początki iSolo Star
Pierwszym krokiem muzycznym w karierze Knowles było nagranie tytułowej piosenki do serialu telewizyjnego The Proud Family w 2001 roku. Rok później była jedną z artystek, które nagrały utwór „Hey Goldmember”, wydany na ścieżce dźwiękowej filmu Austin Powers i Złoty Członek. Poza tym stanowiła poboczny wokal w piosence „Little Drummer Boy”, pochodzącym z płyty 8 Days of Christmas Destiny’s Child. W 2002 roku nagrała z Lil Romeo singel „True Love” oraz miała wkład w album Simply Deep Kelly Rowland, na który napisała tytułowy utwór oraz piosenkę „Alone”. W 2001 roku wystąpiła również w teledysku Bow Wowa do „Puppy Love”.
W czerwcu 2003 roku Mathew Knowles przyznał, że rozważał, aby Solange dołączyła do Destiny’s Child, kiedy grupa powróciła na scenę w 2004 roku. Powiedział również, że badał reakcje innych, którzy twierdzili, iż „to wydaje się być dobrym pomysłem”. Jednak już w sierpniu Beyoncé zdementowała te informacje, twierdząc, że były to tylko plotki, a Rowland dodała: „ona jest solową gwiazdą” (ang. solo star), wymieniając tym samym nazwę debiutanckiego albumu Knowles.
W wieku czternastu lat Solange rozpoczęła prace nad swoim debiutanckim albumem Solo Star. Wkład w jego produkcję mieli m.in.: Jermaine Dupri, The Neptunes, Linda Perry i Timbaland. Płyta składa się przede wszystkim z piosenek R&B, jednak, jak przyznała Knowles, muzyka zawiera elementy popu, rocka, reggae i hip hopu. Solange była współproducentką i współautorką kilku utworów z Solo Star, łącznie z głównym singlem, „Feelin' You (Part II)”. Piosenka nie zdołała uplasować się na liście Billboard Hot 100, ale zajęła 3. miejsca na Hot R&B/Hip-Hop Singles Sales i Hot Dance Singles Sales.
Album został wydany 21 stycznia 2003 roku i zadebiutował na 49. pozycji Billboard 200 oraz uplasował się na 23. miejscu Top R&B/Hip-Hop Albums. Solo Star rozszedł się w sumie w 112 tys. kopii w Stanach Zjednoczonych.

### 2004–obecnie: Przerwa w karierze iSol-Angel and the Hadley St. Dreams

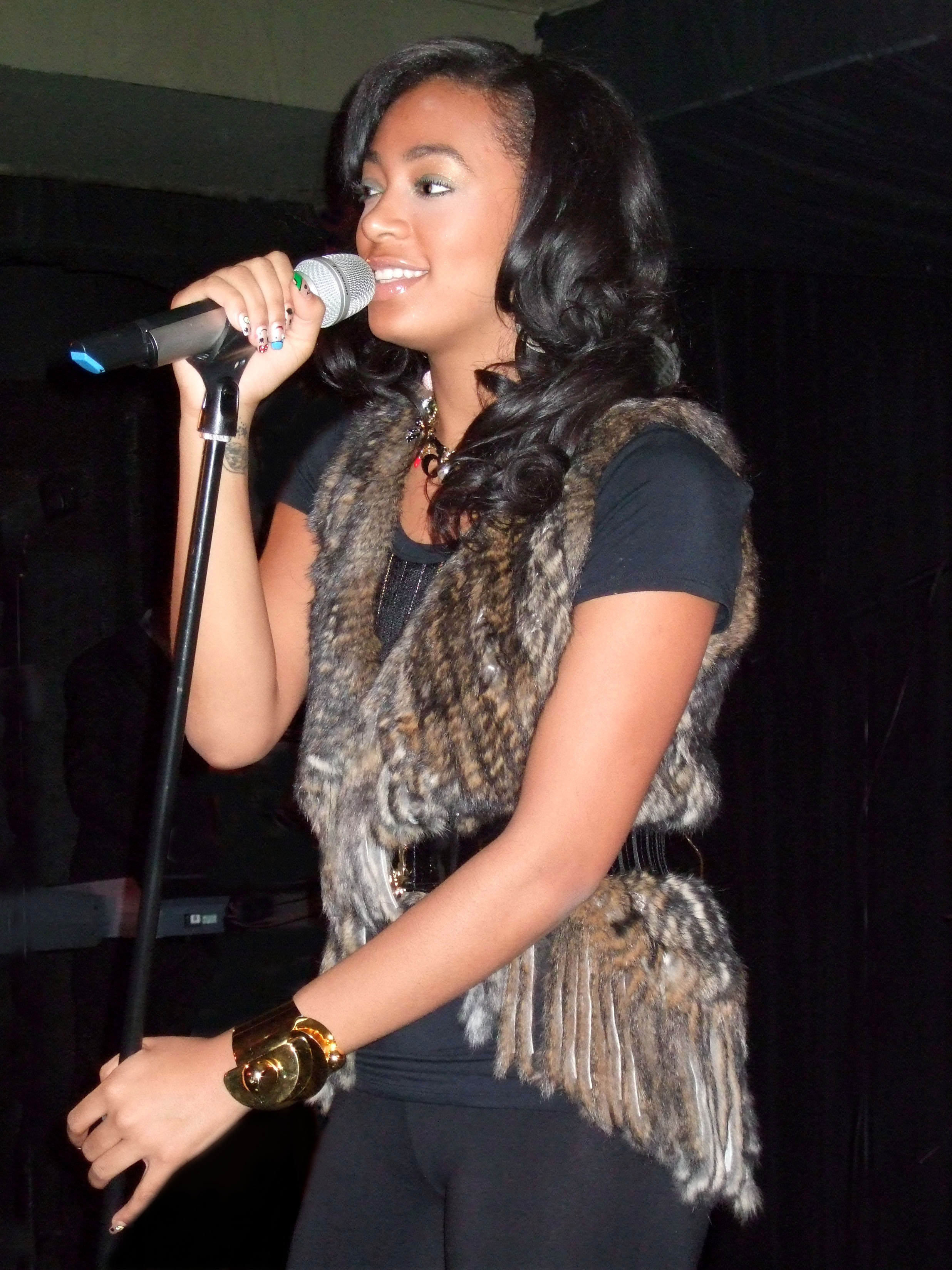
Solange podczas koncertu w Manchesterze (2008)

Po wydaniu debiutanckiego albumu Knowles zrobiła sobie przerwę od muzyki i zaczęła występować w filmach. Jako mężatka przeniosła się z rodziną do Idaho i tam kontynuowała pisanie tekstów piosenek, w tym singli „Get Me Bodied” i „Upgrade U” na album B’Day Beyoncé. Knowles otrzymała wyróżnienie za „Get Me Bodied” na ASCAP Awards 2008. Poza tym tworzyła teksty dla Destiny’s Child oraz członkiń zespołu, Kelly Rowland i Michelle Williams. W 2004 roku, kiedy była w ciąży, wystąpiła cameo w wideoklipie do „Soldier” Destiny’s Child.
Po rozwodzie Knowles powróciła do Houston, aby zacząć prace nad drugim albumem. W wyniku tego podpisała kontrakty z wytwórniami Geffen oraz EMI. Płyta została skompletowana w 2008 roku i zatytułowana Sol-Angel and the Hadley St. Dreams. Składała się z piosenek inspirowanych latami 60. i 70., wyprodukowanymi przez m.in. Marka Ronsona. Album ukazał się 26 sierpnia 2008 roku w Stanach Zjednoczonych i w sumie rozszedł się w ponad 114 tys. egzemplarzy. Sol-Angel and the Hadley St. Dreams otrzymał w większości pozytywne recenzje od krytyków, którzy uznali go za lepszy od debiutanckiego wydawnictwa wokalistki. Główny singel, „I Decided”, miał premierę w sierpniu 2008 roku i uplasował się na szczycie Billboard Hot Dance Club Play. W listopadzie Knowles rozpoczęła trasę koncertową Solange Presents Sol-Angel and the Hadley St. Dreams Tour po Wielkiej Brytanii.
Solange wydała serię mixtape'ów, wspierających płytę. Pierwszy z nich, I Can't Get Clearance..., zawiera m.in. utwór „Fuck the Industry (Signed Sincerely)”, w którym Knowles zawarła swój pogląd na stan przemysłu muzycznego. W tekście padają imiona takich artystek, jak: Mary J. Blige, Ashanti, Keyshia Cole i Beyoncé, jednak Solange powiedziała, że jej celem nie było przedstawienie ich w negatywnym świetle.

## Inna aktywność

### Film
Poza nagrywaniem Knowles próbuje sił w filmie, modelingu i biznesie. W 2004 roku wystąpiła w komedii Wakacje rodziny Johnsonów, a na ścieżkę dźwiękową obrazu nagrała utwór „Freedom”, kolaborację z zespołem Drop Trio. Mimo że oceny filmu były w większości negatywne, magazyn Variety pochwalił rolę Solange, pisząc: „Solange Knowles jest niemal tak olśniewająca jak jej starsza siostra Beyoncé i robi nieco więcej niż uśmiechanie się w swoim pierwszym występie na wielkim ekranie.” W 2006 roku pojawiła się w filmie Dziewczyny z drużyny 3. Jako aktorka Knowles posługuje się swoim pełnym nazwiskiem, w przeciwieństwie do muzyki, gdzie działa wyłącznie jako Solange. Podczas czołówki Dziewczyn z drużyny została wymieniona jako Solange Knowles-Smith, gdyż była wtedy w związku małżeńskim.
Knowles brała również udział w produkcjach telewizyjnych. W 2002 roku użyczyła głosu postaci Chanel w animowanym serialu The Proud Family. Dwa lata później pojawiła się gościnnie w sitcomie One on One.
W 2010 roku Knowles wykonała utwór „Mama Loves Baby” w programie dziecięcym Yo Gabba Gabba!. Podczas trasy koncertowej obsady Yo Gabba Gabba! wokalistka zaśpiewała na żywo podczas występu w Dallas piosenkę „When I Hear Music”.

### Moda
Solange wraz z siostrą Beyoncé są modelkami oraz twarzami dla projektów rodzinnej linii odzieżowej House of Deréon, nazwanej na cześć ich babci Agnéz Deréon. Obie w strojach tej marki wystąpiły również w kampanii Got Milk?. Solange była poza tym współzałożycielką dziecięcej kolekcji odzieży Deréon, siostrzanego działu House of Deréon. W 2008 roku Knowles została ambasadorką linii młodzieżowej Armani Jeans Giorgio Armaniego. Armani powiedział, że styl Solange „jest wizją młodego, niezależnego, codziennego stylu życia z silną i chłodną wrażliwością modową”.

### Zabawki
Knowles promowała Baby Jamz, linię zabawek dla dzieci, inspirowanych przez jej syna, Juleza. Była również producentem wykonawczym dołączanych do zabawek płyt CD.

## Życie osobiste
W 2004 roku, w wieku 17 lat, Solange wyszła za mąż za Daniela Smitha, którego poznała na przyjęciu. Smith uczęszczał wtedy do liceum, zaś Knowles miała 13 lat. 18 października 2004 roku urodził się ich syn, Daniel Julez Smith Jr. Wokalistka przyznała później, że nieco żałuje, iż urodziła dziecko w tak młodym wieku, jednak nazwała syna „największym nieplanowanym błogosławieństwem”. Z myślą o nim napisała utwór „An Ode to Julez”, wydany na Sol-Angel and the Hadley St. Dreams.
Po narodzinach syna rodzina przeprowadziła się do Moscow w stanie Idaho, gdzie Smith kontynuował naukę w college’u. W październiku 2007 roku Solange potwierdziła w wywiadzie dla magazynu Essence, że rozwiodła się z Danielem. Po rozstaniu wokalistka przeniosła się z Julezem do Hollywood.
16 listopada 2014 w Nowym Orleanie poślubiła Alana Gerarda Fergusona, reżysera teledysków. 1 listopada 2019 doszło do separacji.

### Zainteresowania i inspiracje
Knowles za swoje muzyczne autorytety uznaje artystów Motown, w tym The Supremes, The Marvelettes i Marthę Reeves, a także angielską wokalistkę Dusty Springfield. Jednak za największą muzyczną inspirację Solange uznaje własną matkę, Tinę Knowles, która była w latach 60. członkinią zespołu The Veltones.
Pierwszą pasją Solange jest pisanie piosenek, co robi odkąd skończyła dziewięć lat. Podczas nagrywania swojego pierwszego albumu, Knowles nie miała kontroli nad typem muzyki, który był produkowany, gdyż, jak powiedziała, „kiedy masz 14 lat, wszyscy wokół są starsi i bardziej doświadczeni, a ty ufasz im decyzjom”. Dlatego, chcąc zadowolić wytwórnię, zrezygnowała z własnych pomysłów. Jej muzyczne inspiracje były bardziej wyraziste na drugiej płycie, Sol-Angel and the Hadley St. Dreams, gdyż uznała, że jest na tyle dorosła, aby pisać i produkować utwory według jej uznania, nie obawiając się reakcji i oczekwiań innych.
Poza nagrywaniem Knowles ma drugie hobby, malarstwo: „Myślę, że malarstwo, dla mnie, jest tak pozytywną ekspresją, że czasami nie wiesz jaki będzie rezultat. Każde pociągnięcie pędzlem jest emocją i, w końcu, ukazuje się nam dzieło, które jest niesamowite...”

## Image
Solange była porównywana przez media do swojej siostry Beyoncé, na co odpowiedziała w piosence „God Given Name”: „nie jestem nią i nigdy nie będę”. W recenzji płyty Jody Rosen z Rolling Stone uznał to za deklarację niezależności Knowles. W wywiadzie dla Daily Mail, Solange skomentowała: „Ludzie myślą, że między nami powinna być wielka rywalizacja, ale nigdy ze sobą nie konkurowałyśmy. Jest między nami duża przepaść wiekowa i mamy dwa różne charaktery.” W kolejnych wywiadach zaznaczyła również, że „dobrze jest słuchać rad Beyoncé, ale mamy zupełnie różne cele muzyczne” oraz podkreśliła inność ich stylów artystycznych. Poza tym stwierdziła, że bloger Teddy Birmingham zachował się „lekceważąco”, mówiąc, że Solange żyła w cieniu siostry.

## Dyskografia
- Solo Star (2002)
- Sol-Angel and the Hadley St. Dreams (2008)
- A Seat at the Table (2016)
- When I Get Home (2019)

## Nagrody i nominacje
| Rok  | Nagroda                 | Kategoria              | Rezultat  |
| ---- | ----------------------- | ---------------------- | --------- |
| 2009 | BET Awards              | Najlepszy nowy artysta | Nominacja |
| 2009 | Soul Train Music Awards | Najlepszy nowy artysta | Nominacja |

## Filmografia
| Rok  | Tytuł                     | Rola          |
| ---- | ------------------------- | ------------- |
| 2004 | Wakacje rodziny Johnsonów | Nikki Johnson |
| 2006 | Dziewczyny z drużyny 3    | Camille       |